# Julana
Julana là một thành phố và là nơi đặt ủy ban đô thị (municipal committee) của quận Jind thuộc bang Haryana, Ấn Độ.

## Nhân khẩu
Theo điều tra dân số năm 2001 của Ấn Độ, Julana có dân số 13.641 người. Phái nam chiếm 53% tổng số dân và phái nữ chiếm 47%. Julana có tỷ lệ 62% biết đọc biết viết, cao hơn tỷ lệ trung bình toàn quốc là 59,5%: tỷ lệ cho phái nam là 70%, và tỷ lệ cho phái nữ là 52%. Tại Julana, 17% dân số nhỏ hơn 6 tuổi.